# نوبة الليل (سبونج بوب سكوير بانتس)
نوبة الليل هو الجزء الأول من الحلقة السادسة عشر من الموسم الثاني، والحلقة السادسة والثلاثين بشكل عام، من مسلسل الرسوم المتحركة الأمريكي سبونج بوب سكوير بانتس. كتب الحلقة السيد لورانس وجاي ليندر ودان بوفنمير، وأخرج الرسوم المتحركة شون ديمبسي. يقدم المقرض وبوفنمير أيضا القصة المصورة الإدارة. تم بثه في الأصل على قناة نيكلوديون في الولايات المتحدة في 6 سبتمبر 2002، بعد عام واحد من "Band Geeks".
تتبع السلسلة مغامرات ومساعي شخصية العنوان وأصدقائه المتعددين في مدينة قاع الهامور تحت الماء. في هذه الحلقة، يُجبر مستر سلطع وشفيق حبار وسبونج بوب على العمل لمدة 24 ساعة في اليوم، حتى يتمكن من الحصول على المزيد من المال. سرعان ما يشعر شفيق بالملل، ويخبر سبونج بوب قصة مخيفة للحصول على بعض المرح معه. بعد إخافة سبونجبوب، أخبره شفيق أن القصة خيالية. ومع ذلك، عندما يكون شفيق وسبونج بوب بمفردهما، تبدأ الأحداث في قصة شفيق بالحدوث.
تضمنت الحلقة لقطات مخزنة لماكس شريك في دور الكونت أورلوك من فيلم 1922 الصامت نوسفيراتو . اقترح كاتب الحلقة لندر الفكرة باعتبارها هفوة في نهاية الحلقة، والتي قبلها صانع المسلسل ستيفن هيلنبرغ. قبل فكرة الكونت أورلوك، فكر ليندر في فكرة "Floorboard Harry" التي تم حذفها. تلقت الحلقة اشادة من النقاد عند الإصدار.

## الحبكة
تبدأ الحلقة باستعداد شفيق بفارغ الصبر لمغادرة العمل في مقرمشات سلطع عند إغلاقه. ومع ذلك، قبل لحظات من مغادرته، يظهر العميل يطلب الخدمة. عندما يرفض شفيق تلقي طلب العميل، يوبخه العميل لأنه لا يريد أمواله، لكن مستر سلطع سمع ذلك وسأل العميل عما إذا كان سيعطيهم نقودًا إذا ظلوا مفتوحين في وقت لاحق، وهو يوافق. السيد كرابس مستوحى من إنشاء وردية ليلية، تاركًا سبونج بوب المتحمس وشفيق المزعج للعمل في نوبات 24 ساعة.
غاضبًا من مطالب رئيسه ومنزعجًا من حماس سبونجبوب كالمعتاد، يحاول شفيق إخافة سبونج بوب ليخاف من التحول الليلي من خلال إخباره بقصة مختلقة حول «قاطع اليد بالسيف», وهو طباخ مقلي سابق في مقرمشات سلطع هو أخرق من سبونجبوب وقطع يده عن طريق الخطأ (استبدلها بملعقة) وقُتل بعد أن دهسته حافلة. خلال جنازته، تم طرده. يستمر شفيق بإخبار سبونج بوب أنه كل ليلة ثلاثاء (الليلة التي يحدث فيها ذلك) يعود شبح قاطع اليد بالسيف إلى مقرمشات سلطع للانتقام من أولئك الذين أطلقوه. يقول شفيق أنه سيتم الإشارة إلى وصول قاطع اليد بالسيف بثلاثة تحذيرات: الأضواء تومض وتطفئ، ورنين الهاتف دون أي رد من الطرف المتصل، وشبح الحافلة التي ركضت فوق قاطع اليد بالسيف قادمة لإنزاله. يخرج قاطع اليد بالسيف من الحافلة، ويعبر الشارع دون النظر إلى كلا الاتجاهين (بسبب وفاته بالفعل), وينقر على النافذة بيده الملعقة قبل فتح الباب، ويقترب من المنضدة و «يحصل» على ضحاياه. يبدأ سبونجبوب بالصراخ في رعب. على الرغم من كونه مسليًا في البداية، إلا أن شفيق أصبح منزعجًا وأخبره أنه صنع القصة بأكملها، مما تسبب في ضحك سبونج بوب باستمرار، مما أدى إلى إزعاج شفيق أكثر.
ومع ذلك، في وقت لاحق من تلك الليلة عندما يكون المطعم فارغًا، سرعان ما ينزعج الاثنان من الأحداث الغريبة التي توازي البشائر التي تشير إلى وصول قاطع اليد بالسيف. على الرغم من اقتناعه في البداية بأن هذه الأحداث هي صدفة، إلا أن شفيق يزداد توتراً مع استمرار الأحداث بينما يعتقد سبونج بوب أن شفيق لا يزال يمزح معه. أخيرًا، تظهر حافلة خارج مقرمشات سلطع، على الرغم من ادعاء شفيق أن الحافلات لا تعمل في وقت متأخر من الليل. ثم تسقط الحافلة صورة ظلية غامضة غامضة تطابق وصف قاطع اليد بالسيف. يدرك سبونج بوب وشفيق على الفور أنهما يواجهان أحداثًا خارقة للطبيعة حقيقية وذعرًا. يعتقد سبونجبوب في البداية أن الشكل هو شفيق في زي فقط للترفيه عنه، لكن شفيق أخبره أنه لا يمكن أن يكون هو لأنه يقف بجوار سبونج بوب مباشرة. عندما يدخل الشخص الغريب المجهول المبنى، يتضح أنه مجرد طفل يتقدم لوظيفة، موضحًا أنه حاول الاتصال بكروستي كراب عبر الهاتف في وقت سابق، لكنه توقف بسبب التوتر (الحافلة التي وصل إليها لا يزال غير مفسر). ومع ذلك، يسأل شفيق بعد ذلك من كان يومض الأضواء في وقت سابق. تم الكشف بعد ذلك عن أن الأضواء الوامضة ناتجة عن لقطات مزيفة لكونت أورلوك من الفيلم الصامت لعام 1922 نوسفيراتو, والذي كانت الشخصيات مألوفة بشكل لا يمكن تفسيره، حيث تقوم بتشغيل وإيقاف تشغيل الضوء.

## إنتاج

رسم أصلي لمشهد محذوف بواسطة جاي لندر, حيث يقوم سبونج بوب بتسليم البريد إلى Floorboard Harry.

كتب فيلم نوبة الليل السيد لورانس وجاي ليندر ودان بوفنمير، وعمل شون ديمبسي مدير الرسوم المتحركة. يقدم المقرض وبوفنمير أيضا القصة المصورة الإدارة. تم بث الحلقة في الأصل على قناة نيكلوديون في الولايات المتحدة في 6 سبتمبر 2002 بتصنيف أبوي على TV-Y7.
اقترح كاتب الحلقة لندر أن يظهر كونت أورلوك من الفيلم الصامت لعام 1922 نوسفيراتو كمثمة في نهاية الحلقة. قبل مؤلف السلسلة ستيفن هيلينبرج اقتراح لندر وسمح له بالقيام بذلك. قال لندر: «لقد منحك ستيف فرصًا للقيام بأشياء لا تُنسى حقًا، إذا كنت تستطيع بيعه عليها». ثم بحث لندر عن كتب بها صور يمكن مسحها ضوئيًا للكونت أورلوك. ومع ذلك، فإن صورة الكونت أورلوك المستخدمة في الحلقة مأخوذة من الإنترنت. قال، «لقد بحثت عن القليل من الويب في ذلك الوقت.» التقط نيك جينينغز فوتوشوب الابتسامة على الكونت أورلوك للتأكد من أنها تتطابق مع رسم لوحة لندر. قال لندر، «لقد كان طفلي، وأمسكت بيده حتى شحنناه إلى الخارج إلى استوديوهات Rough Draft في كوريا الجنوبية.» قبل فكرته عن الكونت أورلوك، فكر ليندر في "Floorboard Harry", وهي عبارة عن هفوة محذوفة تختتم حلقة البث، والتي تومض فيها الأضواء في البداية.
تم إصدار فيلم نوبة الليل على قرص DVD بعنوان سبونج بوب سكوير بانتس: Nautical Nonsense and Sponge Buddies في 12 مارس 2002. تم تضمينه أيضًا في سبونج بوب سكوير بانتس: The Complete 2nd Season DVD الذي صدر في 19 أكتوبر 2004. في 22 سبتمبر 2009, تم إصدار الحلقة على سبونج بوب سكوير بانتس: أول 100 حلقة, جنبًا إلى جنب مع جميع حلقات المواسم من الأول إلى الخامس. في 14 سبتمبر 2010, تم إصدار «نوبة الليل» على سبونج بوب سكوير بانتس: 10 أسعد لحظات DVD.

## استقبال
تلقى «نوبة الليل» إشادة من النقاد عند إطلاقه، وغالبًا ما يُشار إليه على أنه أحد أفضل حلقات العرض. صنفت Emily Esteem of WeGotThisCovered.com الحلقة الثانية على قائمة «أفضل 10 حلقات من سبونج بوب سكوير بانتس», قائلة: «إنها حلقة مخيفة أخرى من سبونج بوب, وهي المفضلة لدي.» وأضافت: «أنا أحب» نوبة الليل «لعدد لا يحصى من الأسباب، ولكن في الغالب لأنها تجمع بين شخصيتين سبونج بوب سكوير بانتس مع أفضل كيمياء معًا: شفيق وسبونج بوب. تشبه الحلقة نوعًا ما من الأحجية، كما أن هتاف سبونجبوب الذي لا هوادة فيه في خضم الهلاك المحتمل هو مصدر إلهام.»
في مراجعته لبرنامج DVD Talk, أشاد جايسون بوفبرج بالحلقة بسبب "روعها المخيف", مشيرًا إلى أن الحلقة أخافت ابنته. قال بول مافيس من DVD Talk, "مرح،" مخيف "(للأطفال الصغار) سبونج بوب سيقدره البالغون،" نوبة الليل "يستخدم وضع الاستعداد القديم للثأر بلا رأس / بلا يد / أرجل (اختر) القاتل الذي يسعى للانتقام قصصًا قلناها جميعًا عندما كنا أطفالًا، وقمنا بتطعيمها بذكاء في قصة "سبونجبوب في العمل". أضاف مافيس: "أنا أستمتع دائمًا عندما يهدأ رودجر بامباس، الممثل الصوتي لـ شفيق، ويتلاعب عندما يضيء سبونج بوب، وإليك أحد أفضل الأمثلة على ذلك." وأثنى على حجاب الكونت أورلوك، "خاصة عندما يحركون وجه مصاص الدماء بابتسامة حمقاء ودائمة". قال مايك جاكسون من DVD Verdict إن الحلقة هي واحدة من "مفضلاته الشخصية". قال أيضًا "تحتوي الحلقة على كل ما يجعل العرض رائعًا: الحوار المضحك (القصة الكاملة لـ قاطع اليد بالسيف مرحة), كمامات ذكية للمشاهدة (خاصة أطراف سبونج بوب المتجددة), وتلك النهاية المذكورة أعلاه التي لا مكان لها والتي جعلتني تمثال نصفي."
تستند لوحة فن البوب The Walk Home لعام 2012, للفنان والمصمم الأمريكي KAWS, إلى لقطة ثابتة من هذه الحلقة. بيعت في مزاد في سوذبيز مقابل 6 ملايين دولار. تم وصف التعديلات التي أدخلت على الصورة، في الأصل من لقطة حيث يصرخ سبونجبوب في رعب في قصة قاطع اليد بالسيف، في مقال Sotheby على أنها تؤكد على عالمية القلق الوجودي للشخصية، وعلى أنها "مشتركة أكثر بمثل هذه الأعمال المليئة بالعاطفة مثل أعمال فرانسيسكو دي جويا المشحونة سياسياً "الثالث من مايو" أكثر من أي مؤامرة من عرض الرسوم المتحركة للأطفال".

## روابط خارجية
- «نوبة الليل» على قاعدة بيانات الأفلام على الإنترنت
- "نوبة الليل" على تي في.كوم